# Kussel
Der Begriff Kussel bezeichnet eine Wuchsform von Pflanzen. Eine Kussel ist ein einzeln stehender verkümmerter junger Baum, insbesondere eine niedrige, buschig wachsende Kiefer.
Der Begriff wird heute vor allem im Zusammenhang der Entkusselung verwendet.
Beim Militär wird ein spärlicher Bewuchs mit einzelnen Büschen und Sträuchern Kusselgelände genannt; die Art des Geländes ist bei taktischen Überlegungen zu berücksichtigen. Zur Geländetaufe werden mitunter einzelne Baum-Busch-Kombinationen als „Kusselgruppe“ bezeichnet; die Erhöhung der Ersttrefferwahrscheinlichkeit ist dabei angestrebt.